# Ricercato vivo o morto
Ricercato vivo o morto (Wanted: Dead or Alive) è una serie televisiva western statunitense in 94 episodi trasmessi per la prima volta nel corso di 3 stagioni dal 1958 al 1961. La serie è uno spin-off di un episodio del marzo del 1958 della serie western Trackdown (1957-1959) con protagonista Robert Culp.
La trama vede Steve McQueen nel ruolo del cacciatore di taglie Josh Randall. La serie ebbe un seguito nel 1987, Wanted - Vivo o morto (Wanted: Dead or Alive), film con Rutger Hauer nel ruolo di Nick Randall, ex agente della CIA e cacciatore di taglie, chiaro discendente di Josh, protagonista della serie originaria.

## Trama
Josh Randall è un veterano confederato e cacciatore di taglie con il cuore tenero. Egli spesso dona i suoi guadagni ai bisognosi e aiuta i suoi prigionieri se sono stati ingiustamente accusati.

## Personaggi e interpreti

### Personaggi principali
- Josh Randall (94 episodi, 1958-1961), interpretato da Steve McQueen.

### Personaggi secondari
- Jason Nichols (11 episodi, 1959-1960), interpretato da Wright King.
- Clark Daimler (5 episodi, 1958-1960), interpretato da Mort Mills.
- Dora Gaines (4 episodi, 1958-1959), interpretato da Jean Willes.
- Billy Clegg (4 episodi, 1958-1961), interpretato da Warren Oates.
- Dixon (4 episodi, 1958-1961), interpretato da John Cliff.
- Black Horse (4 episodi, 1958-1960), interpretato da Joseph V. Perry.
- Elkins (4 episodi, 1959-1960), interpretato da Than Wyenn.
- Mitch (4 episodi, 1960-1961), interpretato da Bill Quinn.
- Abraham Saxon (3 episodi, 1959), interpretato da John Dehner.
- Ben Hooker (3 episodi, 1959), interpretato da Robert J. Wilke.
- Asa Morgan (3 episodi, 1958-1960), interpretato da John Litel.
- Chester Miller aka Penfold Crane (3 episodi, 1958-1959), interpretato da Steve Brodie.
- Curtis Paine (3 episodi, 1958-1960), interpretato da Vaughn Taylor.
- Henry Turner (3 episodi, 1959-1960), interpretato da James Coburn.
- Galt (3 episodi, 1958-1961), interpretato da Lewis Charles.
- Adelaide Bender (3 episodi, 1958-1960), interpretata da Gloria Talbott.
- George Goode (3 episodi, 1959-1961), interpretato da Dave Willock.
- Freighter Jack (3 episodi, 1958-1959), interpretato da Richard Devon.
- colonnello Bradley (3 episodi, 1958-1960), interpretato da Willis Bouchey.
- Abb Crawford (3 episodi, 1958-1959), interpretato da Sam Buffington.
- Barbara Decker (3 episodi, 1958-1961), interpretata da Jan Brooks.
- A Rider (3 episodi, 1960-1961), interpretato da Chuck Hayward.
- Al Hemp (3 episodi, 1959-1960), interpretato da William Phipps.
- sceriffo Blore (3 episodi, 1958-1959), interpretato da James Burke.
- Senor Rubiro (3 episodi, 1959), interpretato da Steve Darrell.
- Sam Cameron (3 episodi, 1958-1960), interpretato da Russ Bender.
- Francie Keene (3 episodi, 1959-1960), interpretato da Kasey Rogers.
- Ken (3 episodi, 1960-1961), interpretato da Vince Deadrick Sr..
- Bounty Hunter (3 episodi, 1958-1960), interpretato da Holly Bane.
- Pax Henchman (3 episodi, 1959-1960), interpretato da Bill Catching.
- Logan (3 episodi, 1959), interpretato da Troy Melton.

## Produzione
La serie fu prodotta da Columbia Broadcasting System, Four Star Productions e Malcolm Enterprises e girata in Arizona e in California. Le musiche furono composte da Rudy Schrager.
Tra le guest star: Noah Beery, Jr., Lon Chaney, Jr., Alan Hale, Jr., James Best, James Coburn, John Dehner, DeForest Kelley, Michael Landon, Warren Oates, Suzanne Storrs, e William Schallert.

### Registi
Tra i registi della serie sono accreditati:
- Thomas Carr (26 episodi, 1958-1960)
- Don McDougall (24 episodi, 1958-1960)
- Murray Golden (10 episodi, 1960-1961)
- George Blair (10 episodi, 1960)
- Harry Harris (9 episodi, 1960-1961)
- Richard Donner (6 episodi, 1960-1961)
- R.G. Springsteen (5 episodi, 1959)
- Arthur Hilton (2 episodi, 1960)

## Distribuzione
La serie fu trasmessa negli Stati Uniti dal 1958 al 1961 sulla rete televisiva CBS. In Italia è stata trasmessa su Programma Nazionale dal 7 dicembre 1969 con il titolo Ricercato: vivo o morto. La serie fu trasmessa in Italia anche a colori con il titolo Wanted.
Alcune delle uscite internazionali sono state:
- negli Stati Uniti il 6 settembre 1958 (Wanted: Dead or Alive)
- in Francia il 25 maggio 1963 (Au nom de la loi)
- in Italia il 7 dicembre 1969 (Ricercato: vivo o morto)
- in Germania Ovest il 20 ottobre 1979 (Der Kopfgeldjäger o Josh)
- in Argentina e Spagna (Randall, el justiciero)
- in Venezuela (Se busca vivo o muerto)

## Episodi
| Stagione         | Episodi | Prima TV USA |
| ---------------- | ------- | ------------ |
| Prima stagione   | 36      | 1958-1959    |
| Seconda stagione | 32      | 1959-1960    |
| Terza stagione   | 26      | 1960-1961    |